# Paul J. Weitz
Pour les articles homonymes, voir Weitz.
Paul Joseph Weitz est un astronaute américain, né le 25 juillet 1932 à Érié (Pennsylvanie) et mort le 23 octobre 2017 à Flagstaff (Arizona).

## Biographie
En 1954, il sort diplômé de l'École d'ingénierie de Penn State, en génie aérospatial.
En avril 1966, Paul J. Weitz est l'un des 19 du cinquième groupe d'astronautes sélectionnés par la NASA.

## Vols réalisés
Paul J. Weitz devait faire partie de la mission annulée Apollo 20.
- 25 mai 1973 : il est pilote à bord de Skylab 2, battant le record de durée de vol de l'époque (plus de 28 jours).
- 4 avril 1983 : il est le commandant de la mission STS-6, à bord de Challenger.